# Panamerické tenisové centrum
Panamerické tenisové centrum (španělsky: Centro Panamericano de Tenis) je tenisový areál v Zapopanu, mexickém městě ležícím v guadalajarské metropolitní oblasti. Stal se součástí metropolitního sportovního komplexu Polideportivo Metropolitano, v sousedství vodního centra Scotiabank s dvěma 50metrovými bazény. V roce 2025 se součástí areálu stalo Tenisové centrum Mouratogloua.

## Historie
Panamerické tenisové centrum obsahuje deset otevřených dvorců, na nichž je položen tvrdý povrch. Původní kapacita centrkurtu činila 2,6 tisíc diváků. Pro Turnaj mistryň 2021 byla navýšena na 7,3 tisíce sedadel. Postaven byl za účelem konání tenisového turnaje na Panamerických hrách 2011 v Gaudalajaře. Oficiální otevření proběhlo 15. října 2010 prostřednictvím exhibice mezi bývalými světovými jedničkami Andrem Agassim a Jimem Courierem. V minulosti komplex nesl název Complejo Telcel de Tenis podle generálního partnera, mexické telekomunikační firmy Telcel.

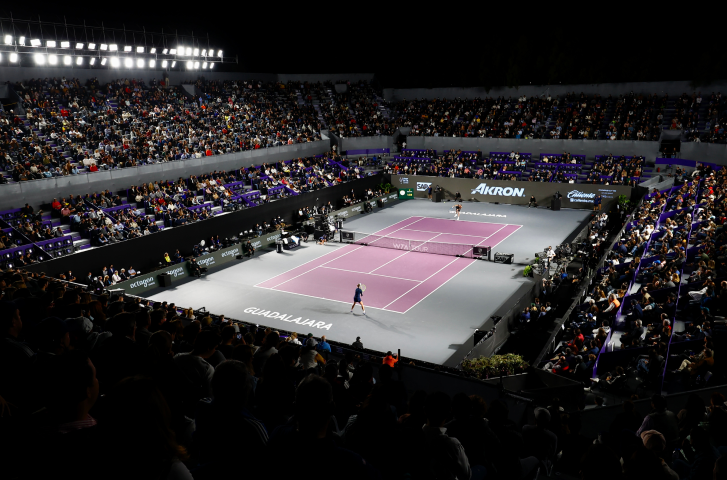
Centrkurt během Guadalajara Open 2022

Ve druhém desetiletí třetího milénia areál hostil challenger Jalisco Open. Uskutečnila se v něm také baráž 2. skupiny americké zóny Davis Cupu 2017, v níž Mexiko zdolalo Paraguay. V sezóně 2019 měl premiéru ženský turnaj Abierto Zapopan, který se v roce 2021 po Acapulku a Monterrey stal třetí mexickou součástí okruhu WTA Tour. Ženská tenisová asociace v září 2021 oznámila přeložení Turnaje mistryň ze Šen-čenu do Panamerického tenisového centra kvůli pokračující pandemii covidu-19. V jejím důsledku byla zrušena podzimní asijská túra. Guadalajara se tak stala prvním dějištěm Turnaje mistryň na území Latinské Ameriky. Po zvládnutí závěrečné události sezóny získali v roce 2022 zapopanští pořadatelé licenci na ženský turnaj Guadalajara Open. Po třech ročnících v  kategorii WTA 1000 byl ponížen do úrovně WTA 500.
V únoru 2025 areál hostil dvanáctou zastávku exhibiční série Ultimate Tennis Showdown, hrané od roku 2020, jako projekt trenéra Patricka Mouratogloua. Třídenní soutěž s netradičním bodováním 8minutových setů, tzv. čtvrtin, vyhrál Tomáš Macháč. V dubnu 2025 se dvorce staly dějištěm 1. skupiny americké zóny Billie Jean King Cupu.

## Tenisové centrum Mouratogloua
V březnu 2025 bylo v areálu otevřeno Tenisové centrum Mouratogloua, akademie francouzského tenisového trenéra Patricka Mouratogloua, za podpory promotéra guadalajarských turnajů Gustava Santoscoye a ve spolupráci s agenturou GS Sport Management. V pořadí třinácté centrum existující jako tenisová akademie pro začínající hráče od čtyř let až po dospělé, se stalo prvním takovým v Latinské Americe. Navázalo na již existující řetězec center v Evropě, Asii, Africe a Severní Americe. Ředitelem se stal bývalý mexický daviscupový reprezentant Luis Herrera.